# Kungsladugården Biskopstorp
Kungsladugården Biskopstorp är ett naturreservat i Kvibille socken i Halmstads kommun i Halland.
Området är skyddat sedan 1977 och omfattar 12 hektar. Namnet på reservatet var fram till 2010 Biskopstorp då namnet byttes till Kungsladugården Biskopstorp för att inte förväxlas med det närliggande reservatet Biskopstorp. De är belägna söder om respektive öster om samhället Kvibille.

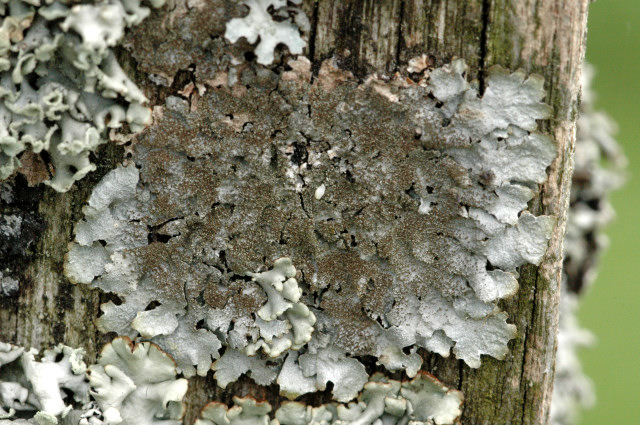
Silverlav

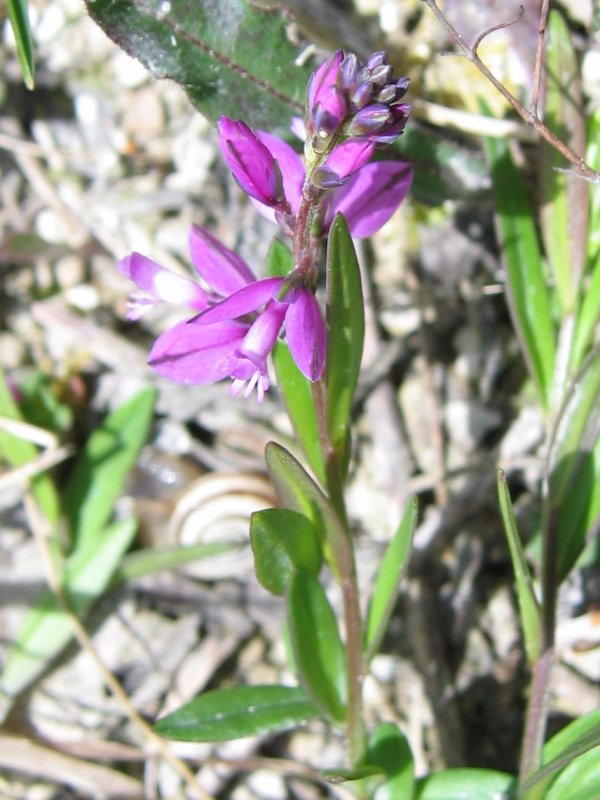
Jungfrulin

Den s-formade rullstensåsen har en rik flora. Ett 80-tal örter har noterats inom området. I en hage finns mycket gamla ekar med breda kronor. På dessa gamla träd växer bland annat grå skärelav, silverlav och gulpudrad spiklav.
När den danske kung Christian IV i början av 1600-talet lät bygga Halmstads slott gjorde han gården Biskopstorp till driftsenhet för slottet och gårdens officiella beteckning blev därmed Kungsladugården Biskopstorp. Titeln har följt gården också under svensk tid i och med att Hallands landshövdingar, fram till mitten av 1800-talet, arrenderat gården av kronan.
som löneförmån.